# Kyra Smith
Kyra Smith, all'anagrafe Kyra Isako Smith (Amsterdam, 7 aprile 2003), è un'attrice olandese, nota per aver interpretato il ruolo di Anika Hunter nella serie televisiva Hunter Street.

## Biografia
Kyra Smith è nata il 7 aprile 2003 ad Amsterdam, da madre Arienne Smith e da padre Gerald Smith, ha una sorella gemella che si chiama Hanna e un fratello minore che si chiama Ilias.

## Carriera
Kyra Smith dal 2015 al 2018 ha interpretato il ruolo di K.C. Cooper bambina nella serie K.C. Agente Segreto (K.C. Undercover). Nel 2017 ha ricoperto il ruolo di Jessica nel cortometraggio Screenshot diretto da Emma Beeson. Dal 2017 al 2021 è stata scelta per interpretare il ruolo di Anika Hunter nella serie televisiva di Nickelodeon Hunter Street e dove ha recitato insieme ad attori come: Mae Mae Renfrow, Stony Blyden, Thomas Jansen, Daan Creyghton, Eliyha Altena e Sarah Nauta.
Nel 2018 e nel 2019 ha partecipato al Nickelodeon Kids' Choice Awards.
Nel 2019 ha ricoperto il ruolo di Ali Parc nel cortometraggio The Fardy Brothers diretto da Kevin P. Gabel e Mandi Maxwell e quello di Sasha nel cortometraggio Locks of Love diretto da Travis Platt. Nel 2021 ha interpretato il ruolo di Retail Manager nel fillm  King of the Night diretto da Alex Karanis. Nello stesso anno ha interpretato il ruolo di Heather Delaney nel film Watched diretto da Alex Karanis. Sempre nel 2021 ha recitato nei cortometraggi Celebrate Asian Joy diretto da Shiori Saito e Riza Takahashi e in Relics diretto da Hunter Carson. L'anno successivo, nel 2022, ha recitato nel cortometraggio One in the Chamber diretto da Hubert Boorder. Nello stesso anno ha ricoperto il ruolo di Yu Jin nel film The Takeover diretto da Annemarie van de Mond.

## Filmografia

### Cinema
- King of the Night, regia di Alex Karanis (2021)
- Watched, regia di Alex Karanis (2021)
- The Takeover, regia di Annemarie van de Mond (2022)

### Televisione
- K.C. Agente Segreto (K.C. Undercover) – serie TV (2015-2018) – K.C. Cooper bambina
- Hunter Street – serie TV (2017-2021) – Anika Hunter

### Cortometraggi
- Screenshot, regia di Emma Beeson (2017)
- The Fardy Brothers, regia di Kevin P. Gabel e Mandi Maxwell (2019)
- Locks of Love, regia di Travis Platt (2019)
- Celebrate Asian Joy, regia di Shiori Saito e Riza Takahashi (2021)
- Relics, regia di Hunter Carson (2021)
- One in the Chamber, regia di Hubert Boorder (2022)

## Partecipazioni
- 2018: Nickelodeon Kids' Choice Awards 2018
- 2019: Nickelodeon Kids' Choice Awards 2019

## Doppiatrici italiane
Nelle versioni in italiano dei suoi film e delle sue serie TV, Kyra Smith è stata doppiata da:
- Giorgia Ionica[18] in Hunter Street (stagione 1)[19]
- Chiara Fabiano[20] in Hunter Street (stagioni 2-3)[19]
- Cristina Garosi[21] in The Takeover[22]